# キャラズ
株式会社キャラズは、キャラクターの開発・育成などをおこなう会社。東京都武蔵野市に本社を置く。

## 開発されたキャラクター
- 国際サンゴ礁年2008　マスコットキャラクター
- GAZOO Racingキャラクター「ルーキー」
- TOYOTA ASEAN 安全キャラ
- TOYOTA 女子ソフトボール部「Red Terriers」